# سیارک ۳۸۹۸۰
سیارک ۳۸۹۸۰ (به انگلیسی: 38980 Gaoyaojie، نامگذاری:2000UJ2) سی و هشت هزار و نهصد و هشتادمین سیارک کشف شده‌است که در ۲۳ اکتبر ۲۰۰۰ کشف شد.